# Jean de Derval
Pour les articles homonymes, voir Jean de Malestroit.
Jean de Malestroit, devenu Jean de Derval à la mort de sa mère, mort à Châteaugiron le 9 juillet 1482, est un homme de guerre et un grand bibliophile breton. C'est un des neuf barons de Bretagne au XVe siècle.

## Biographie
Jean de Malestroit nait autour de 1430, il est le fils de Geoffroy de Chateaugiron dit de Malestroit et de Valence de Chateaugiron, héritière des seigneurs de Rougé et de Derval.
Alors que son père ne meurt qu'en 1463, Jean de Malestroit hérite de Derval dès 1435 à la mort de Valence.
En 1451, Jean de Malestroit est nommé baron par le Duc Pierre II. Cela le rapproche de l'environnement ducal. Puis, quelque temps après, la châtellenie de Derval est élevée en baronnie, Jean de Malestroit devient alors "Jean de Derval".
Marié à Hélène de Laval en 1450, Jean de Malestroit dit de Derval ayant aussi hérité, de sa mère, la baronnie de Châteaugiron, en devient le seigneur et occupe le château de Châteaugiron.
Après avoir combattu contre les Anglais pour le compte des rois de France et des ducs, il continue de servir le duc François II pour tenir son territoire en devenant lieutenant général, à un moment où les tensions entre le roi Louis XI et le duc étaient plus vives. Élevé au rang de baron puis décoré de l’Ordre de l’Hermine et de l’épi.
La devise familiale "Sans plus", peut être comprise comme étant le signifié "rien au dessus de nous".
Il meurt à Châteaugrion le 31 mai 1482 sans laisser d'héritier. Il est inhumé à l'abbaye Notre-Dame de la Vieuville à Epiniac comme son épouse en 1500.

## Un seigneur, mécène des arts et des livres
Jean de Derval a constitué une bibliothèque qui est aujourd'hui reconnue comme l'une des bibliothèques seigneuriales les plus remarquables de la fin du XVe siècle. Il développe un mécénat autour du livre et de l'enluminure. L’une de ses commandes les plus remarquables, c'est le manuscrit de La Compillaccion des Cronicques et Ystoires des Bretons de Pierre Le Baud. Cet intérêt pour les livres n'est pas spécifique, mais la quantité d'ouvrages qu'il possède est remarquable.
Sa collection est plus importante que celle des ducs. Elle est composée de livres d’heures, de livres d’histoire, le Bréviaire des Bretons ou des écrits de Cicéron, quelques premiers livres imprimés en Bretagne.

## Succession
En 1482, les seigneuries de Combourg, Malestroit, Châteaugiron, Rougé et Derval échoient à Françoise de Rieux, fille de Jean IV de Rieux (mort en 1518) sire de Rieux et de sa première épouse Françoise Raguenel (morte en 1481), cette dernière était issue du mariage de Jean Raguenel vicomte de la Bellière avec Gillette de Malestroit sœur de Jean de Malestroit dit de Derval. Françoise de Rieux (morte le 30 octobre 1532) épouse le 31 août 1482, François de Laval-Châteaubriant, seigneur de Châteaubriant (1464-1503), dont postérité.